# Right There (canção de Nicole Scherzinger)
"Right There" é uma canção da artista americana Nicole Scherzinger para seu álbum de estréia, Killer Love (2011). Escrito por Ester Dean, Frank Romano, Daniel Morris e co-escrito e produzido por  Jim Jonsin, o midtempo pop com influencias caribenhas a canção mostra Scherzinger cantando para seu namorado e dizendo a outras mulheres para ficarem longe. "Right There" chegou às rádios de como o terceiro single internacional de Scherzinger em 1 de abril de 2011, depois que os singles anteriores tiveram sucesso no Reino Unido. "Right There" foi o terceiro single consecutivo de Scherzinger no seu primeiro álbum. A música foi então re-lançada em 17 de maio de 2011, nos Estados Unidos, como primeiro singlede Killer Love, sendo remixado para caracterizar dois novos versos do rapper americano 50 Cent. Alcançou mais de 130 milhões de visualizações no YouTube, tornando-o certificado pela VEVO.
A música se tornou bem sucedida em muitos países, alcançando os dez primeiros lugares na Austrália, Irlanda, Nova Zelândia, Romênia, Escócia e Reino Unido. Nos Estados Unidos, "Right There", alcançou o top 40 da Billboard Hot 100, tornando-se o single mais bem sucedido de Scherzinger nos EUA como artista solo até hoje. A canção foi posteriormente certificada em ouro pela Recording Industry Association of America pelas mais de 500.000 cópias comercializadas. "Right There" alcançou o terceiro lugar no UK Singles Chart, além de ter alcançado o número sete na Irlanda, onde também se tornou um de seus maiores lançamentos nas paradas.
1713z37música recebeu críticas positivas de críticos de música por ter um som pesado de R&B em um disco pop. Scherzinger cantou "Right There" ao vivo pela primeira vez no American Idol , para coincidir com o lançamento da música nos Estados Unidos. Os jurados do programa e o público do estúdio a aplaudiram de pé, com a mídia depois elogiando as habilidades vocais e dançantes de Scherzinger. Um videoclipe de acompanhamento, dirigido por Paul Hunter, mostra Scherzinger dançando pelas ruas do centro de Los Angeles, Califórnia. O vídeo tornou-se o seu primeiro videoclipe solo certificado pela Vevo.

## Antecedentes e composição
Scherzinger se juntou ao Pussycat Dolls em 2003 emplacando quatro grandes hits nos EUA: "Don't Cha" (2005), "Stickwitu" (2005), "Buttons" (2006) e "When I Grow Up" (2008). Depois de seu sucesso com o grupo, ela começou a trabalhar em seu primeiro álbum de estúdio. O projeto, intitulado Her Name Is Nicole, fez Scherzinger gravar entre 75-100 músicas, com algumas das músicas mais tarde terminando com o grupo. Após uma série de fracassos, todo o projeto foi descartado a pedido da própria cantora. Ela tentou lançar seu álbum de estréia pela segunda vez em maio de 2010, com uma sonoridade "rock, funk, soul edge" e um novo single "Nobody Can Change Me". A música foi gravada em uma sessão de estúdio noturna, enquanto ela competia na 10ª temporada do reality show americano, Dancing with the Stars, e foi masterizada em 23 de maio, pronta para sua estréia no programa de rádio KIIS FM de Ryan Seacrest no dia seguinte. Após a sua estréia no rádio, a canção foi planejada para ser lançada no iTunes em 25 de maio. No entanto, por razões desconhecidas, a música nunca foi lançada. Scherzinger continuou a trabalhar em seu primeiro álbum solo em 2010, recrutando o produtor marroquino RedOne, terminando Killer Love antes de seu lançamento em 2011.
Após o sucesso de "Poison" e "Don't Hold Your Breath" no Reino Unido, Scherzinger decidiu lançar um terceiro single de seu álbum. Scherzinger revelou que ela começou a gravar canções novas para um relançamento de Killer Love nos EUA. David Griffiths da 4Music descreveu a música como similar a "Rude Boy" (2009) de Rihanna, apenas em tom polido. As semelhanças não são surpreendentes, considerando que tanto "Rude Boy" quanto "Right There" foram co-escritos por Dean. Além disso, uma versão alternativa da música foi gravada com 50 Cent, para ser incluída na versão americana de Killer Love. Scherzinger revelou via Twitter que estava trabalhando em uma faixa; "[animados para] o lançamento do meu próximo single. Que música você gostaria de ver em seguida?". O tweet foi logo seguido por outro, onde Scherzinger twittou "Sexta-feira [anoite] No estúdio ... esse disco é LOUCA! DOENTE, SEXY, LEGAL! Eu [amo] tanto gravar no estúdio. [Não perde] por esperar [para ouvir]!". Durante uma entrevista com a revista Vibe, o produtor das músicas, Jim Jonsin, revelou que 50 Cent adicionou dois versos a mais na música de Scherzinger do álbum.
Em 20 de abril de 2011, Scherzinger anunciou que "Right There" seria o próximo single do álbum twittando, "Gravando o vídeo #RIGHTTHERE [com] meu boy [50 Cent] [...]. Junto com a mensagem, ela também postou uma foto dos dois no set. A faixa é o seu terceiro single no Reino Unido e o single principal nos Estados Unidos. A música foi lançada como um download digital na América do Norte em 17 de maio e mais tarde foi enviado as rádios de sucessos contemporâneos e rádio rítmica nos EUA em 24 de maio.

## Composição
"Right There" foi gravado em 2010 no Record Plant Recording Studios, em Los Angeles, Califórnia. Foi escrito por Ester Dean, Frank Romano, Daniel Morris e co-escrito e produzido por  Jim Jonsin. "Right There" é uma música pop e R&B, com duração de 4:22. A instrumentação consiste em "guitarras de reggae e batidas de bronze" que brilha ao longo da música. Eliot Glazer comparou a batida ao riff de guitarra da música "Edge of Seventeen" (1982) de Stevie Nicks. Liricamente, a música é sobre a protagonista "[falando] sobre todas as coisas que ela gosta que seu homem faça", Em letras como "Eu gosto do jeito que você segura meu corpo / Eu gosto do jeito que você toca meu corpo." No pré-refrão ela se torna dominadora com seu homem, e avisa outras garotas:" Não, eu nunca vou deixar nenhuma garota tirar ele de mim / Nunca vou deixe nenhuma menina roubá-lo de mim". ao longo da música Scherzinger canta em um tom de voz com influencias caribenhas. em seguida, 50 Cent entra com seu verso, arredondando para fora a música com sua perspectiva masculina. De acordo com Nadine Cheung da AOL Radio Blog, o rapper lança uma estranha referência lírica ao Destiny's Child." Robert Copsey notou que 50 Cent "[acrescenta] fizz extra a uma garrafapop já provocante e moderna." Para Daybreak do ITV1, Scherzinger defendeu críticas em relação a sua faixa que foi rotulada como "muito atrevida", ela descreveu como "uma linda balada de amor".

### Remixes
Uma série de remixes foram encomendados pela Interscope Records, para promover a música. O EP remixes que continha versões, incluindo pelo artista e produtor de electro-pop Frankmusik, e o duo pop The Sound of Arrows, e DJs britânicos Wideboys.

## Recepção crítica

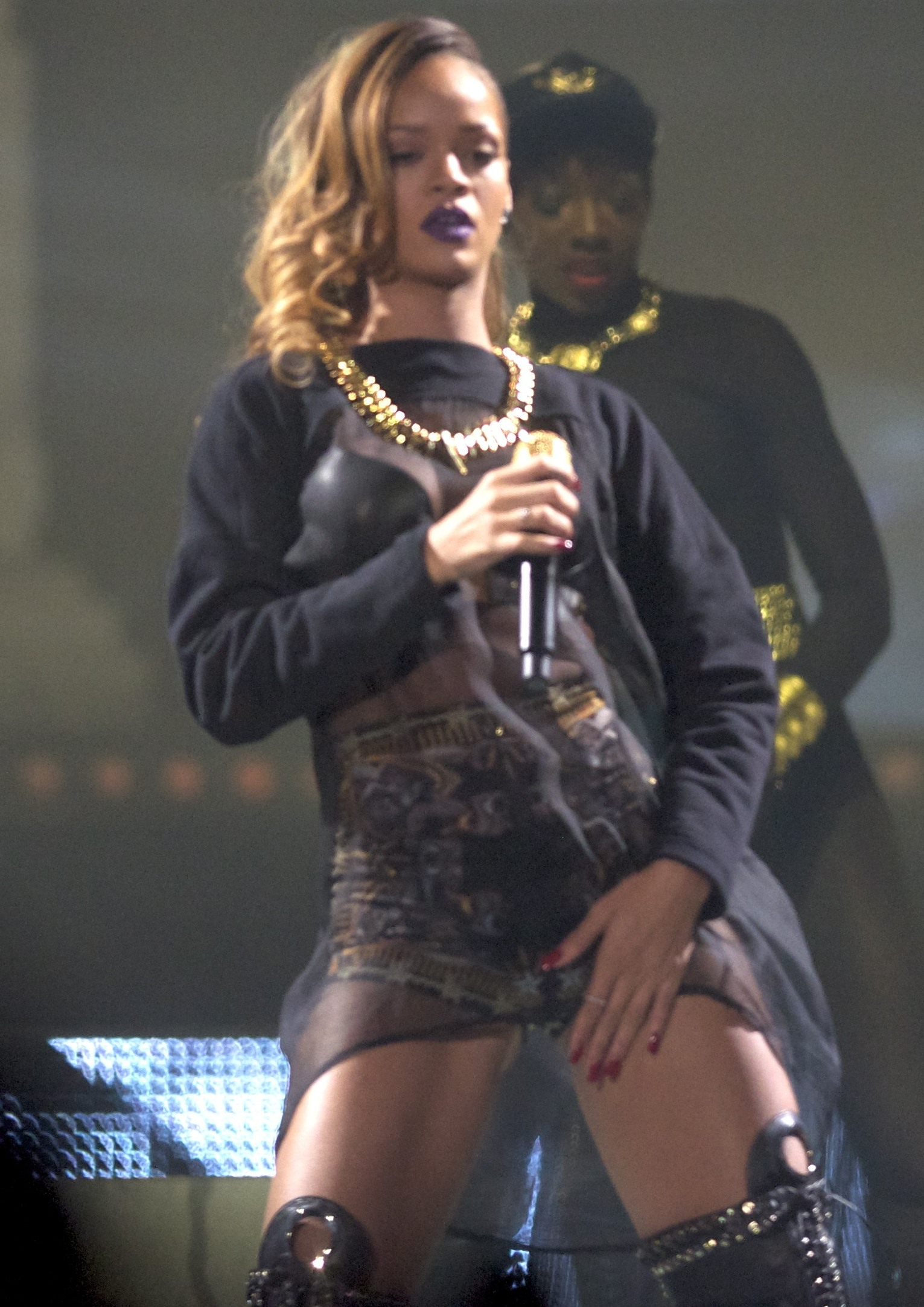
Críticos compararam a música a "Rude Boy" (2009) de Rihanna.

Eliot Glazer da MTV Buzzworhty ficou impressionado com a canção dizendo: "É muito refrescante ver uma artista talentosa como Nicole Scherzinger tocar em um som mais pesado de R&B em um disco pop. David Griffiths do 4Music listado "Right There" como uma das melhores partes do álbum. Ele também descreveu a música como uma "melhor e educada versão de "Rude Boy" (2009) de Rihanna". Lewis Corner do Digital Spy premiou a música com quatro de cinco estrelas, descrevendo-a como uma "garrafa pop provocante e inovadora". Leah Greenblatt da Entertainment Weekly deu "Right There" uma nota B e comentou que "O ex-Pussycat convida Fiddy para brincar em seu próprio Scherzy Shore, ronronando em um patoá vagamente caribenho." Scott Shetler, da PopCrush, esperava por uma melodia ligeiramente mais forte, mas notou que o gancho fica mais forte com repetidas audições. Ele também acrescentou que 50 Cent "adiciona pouco à faixa". Becky Bain, do Idolator, concordou dizendo "não tenho certeza do quanto Fiddy acrescenta a essa música". No entanto, ela disse, "adicionar um verso de rap supérfluo à sua música pop nunca parece sair de moda. Tudo para deixar sua marca no maior número possível de paradas, minha querida!." Adeshola Adigun para DJ Booth ecoou o comentário de Shetler: "Enquanto não há nada de inovador sobre o novo single Right There, é uma daquelas músicas que você definitivamente poderia fazer, depois de mais do que um casal beber no clube[.]"
Ben Norman de About.com, em uma revisão para Killer Love descreveu a manipulação vocal em "Right There" como "inexpressivo e enganador". No entanto, ele elogiou a produção das músicas. Johnny Dee, do The Guardian, criticou a canção por ser "safada e sem vergonha como de Rihanna". Ele também disse que a música "é também uma daquelas músicas sexuais ridículas que dispensam completamente o mistério e o erotismo e acaba fazendo com que a arte de fazer amor soe como instruções FVM". Pip Ellwood para a Entertainment-Focus escreveu que "Scherzinger falha uma ou duas vezes com o bacalhau jamaicano 'Right There'". Andrew Unterberger do Pop Dust não se impressionou com a música criticando por ecoar o som de Rihanna com "letras ridículas e preguiçosas".

## Desempenho comercial
"Right There" fez sua primeira aparição no número 58 na UK Singles Chart na data de 15 de maio de 2011. Durante sua quarta semana, saltou do número catorze para o terceiro, vendendo 51.355 cópias. Alan Jones, da Music Week, atribuiu as altas vendas às performances de Scherzinger na final do Britain's Got Talent e no The Graham Norton Show. "Right There" tornou-se o quarto single consecutivo de Scherzinger no Top 10 como artista solo atrás de "Heartbeat" (2010), "Poison" (2010), e "Don't Hold Your Breath" (2011). Contando seus singles com as Pussycat Dolls, é seu décimo oitavo single de sucesso. A canção foi certificada com prata pela British Phonographic Industry (BPI) pelas mais de 200.000 cópias comercializadas do single. Em dezembro de 2011, a música vendeu 308.000 cópias no Reino Unido e foi uma das canções mais vendidas de 2011. Ele também permaneceu no gráfico por 23 semanas consecutivas. Na Irlanda, "Right There" estreou no número vinte e dois em 26 de maio de 2011. Em sua quinta semana, a canção atingiu o número sete, onde permaneceu entre os dez primeiros por várias semanas.
"Right There" entrou no New Zealand Singles Chart no número trinta e quatro em 8 de outubro de 2012, dando a Scherzinger sua primeira entrada como artista solo no país. A música entrou no top-10 em sua quinta semana chegando ao número sete por duas semanas consecutivas. "Right There" estreou no número quarenta na parada de singles australianos em 17 de julho de 2011. Em 8 de agosto de 2011 atingiu o número oito permanecendo por três semanas consecutivas. A música foi certificada com 2x platina pela Australian Recording Industry Association (ARIA) pelas mais de 140.000 cópias do single. Nos EUA, a música estreou na Billboard Hot 100 em 4 de junho de 2011, no número 77, vendendo 30.000 cópias digitais em sua primeira semana. "Right There" se tornou o primeiro trabalho solo da cantora desde sua primeira tentativa de carreira solo em 2007. Na semana seguinte, a música caiu para o número 97. Sete semanas depois, alcançou o pico final no número 39, tornando-se seu single mais bem sucedido no Hot 100, permaneceu no número 39 por duas semanas consecutivas. Devido ao número de downloads digitais, a música alcançou o número 33 na Hot Digital Songs na semana que terminou em 21 de julho de 2011. Além disso, atingiu o número oito na edição de 3 de setembro de 2011 do Hot Dance Club Songs. A canção foi certificada de ouro pela Recording Industry Association of America (RIAA) pelas mais de 500.000 unidades adquiridas. No Canadá, "Right There" chegou ao número quarenta e quatro.

## Vídeo musical

### Antecedentes e Sinopse

Scherzinger reproduzindo uma coreografia havaiana no videoclipe.

O videoclipe de "Right There" foi filmado de 20 a 21 de abril de 2011 no centro de Los Angeles, com Paul Hunter atuando como diretor. Hunter já havia trabalhado com Scherzinger em "Whatever You Like". Scherzinger em entrevista à MTV News, disse: "Eu queria manter o vídeo muito simples, porque eu queria que fosse icônico. A maneira como você obtém imagens icônicas e vídeos memoráveis é simplesmente mantendo a simplicidade." O vídeo faz uso da colocação de produtos do Belvedere. O videoclipe estreou no VEVO.com em 4 de maio de 2011. Duas versões foram estreadas no mesmo dia, uma sendo a versão solo e outra com 50 Cent. Scherzinger revelou que ela estava animada para colaborar com 50 Cent dizendo: Ele fez a coisa dele na música. Ele trouxe a energia e o espírito. Ele é 50 por um motivo. Ele é o verdadeiro negócio."
O videoclipe começa com 50 Cent fazendo seus versos contra um céu azul, usando tecnologia de tela verde. Quando o primeiro verso começa, Scherzinger é vista vestindo um top de colheita revelador de barriga azul emparelhado com botas de couro e um rabo de cavalo trançado andando em um fantasmagórico centro de Los Angeles. Scherzinger é vista também em pavimentos deslizantes. Quando o primeiro refrão começa, Scherzinger é vista usando um look inspirado em Pocahontas, com um bolero de pele e uma minissaia com franjas. O restante do vídeo apresenta Scherzinger e os dançarinos fazendo uma grande variedade de movimentos de dança. Scherzinger então se junta a 50 Cent durante seu segundo verso. Durante a conclusão do vídeo, Scherzinger instiga uma festa sensual de meninas improvisadas em um armazém vazio que virou boate, e a cena final é um close de Scherzinger, dando uma aparência sedutora, enquanto o vídeo acaba.

### Recepção
Robbie Daw, do Idolator, gostou do vídeo dizendo, "'Right There' é otimista, divertido e alegre - tudo o que um vídeo pop de primavera deveria ser." Um repórter do Daily Mail comentou que "Nicole exala confiança e sensualidade no vídeo e ... ela até consegue fazer a terra se mover, por assim dizer, enquanto se apresenta em calçadas deslizantes. O Daily Mail também notou que Scherzinger e 50 Cent estavam na mesma cena devido à tecnologia de tela verde inteligente. Eliot Glazer da MTV Buzzworthy observou que os dançarinos de reserva lembraram que ela costumava liderar as Pussycat Dolls como vocalista principal. Contessa Gayles do AOL Music concordou em dizer: "Ela pode não ser mais uma Pussycat Doll, mas Nicole tem uma trupe de dançarinas sensuais que a apoiam". Archana Ram, da Entertainment Weekly, criticou negativamente a aparição de 50 Cent e o uso da colocação de produtos de Belvedere chamando-a de "pouco", mas ela mais tarde escreve que "o vídeo é mais do que redimido pelos vocais de Scherzinger, movimentos de dança e moda totalmente tola". Jillian Mapes da Billboard comentou, "movimentos sem esforço da vencedora de Dancing With The Stars são esperados". O vídeo foi classificado no número quarenta e nove no Top 50 Dance Music Videos da AOL.Billboard, De acordo com o Billboard, "Right There" foi o vídeo mais assistido no YouTube no dia de seu lançamento em 4 de maio de 2011. A MTV informou que "Right There" foi um dos videoclipes mais assistidos em seu site em 2011. O vídeo se tornou o primeiro vídeo solo certificado pela Vevo de Scherzinger.

## Performances ao vivo
Em 19 de maio de 2011, Scherzinger e 50 Cent fizeram a estréia de "Right There" na televisão no palco do American Idol. Scherzinger estava vestida com uma minissaia de penas e top bustiê, juntou-se ao palco com um time de 10 dançarinos de apoio mostrando movimentos inspirados na ilha. Ela abriu a performance em silhueta cercada por luz púrpura. 50 Cent apareceu no meio da música usando um chapéu ajustado virado para trás e inclinado para o lado junto com uma jaqueta, jeans e corrente pendurada, antes de desaparecer de repente do palco. Gil Kaufman descreveu a performance de Scherzingers como "sedutora". Um editor da revista Rap-Up concordou, dizendo que "A ex-Pussycat Doll esquentou o palco com um vestido espetacular enquanto cantava [seu] single". Amy Sciarretto elogiou a performance de Nicole Scherzinger elogiando suas habilidades vocais e dançantes. Sciarretto disse que "a performance de Scherzinger foi facilmente a mais coreografada da temporada ... No entanto, Scherzinger nunca sacrificou uma melodia, uma linha vocal ou uma batida em favor de manter seu corpo em movimento. Essa é uma habilidade e um talento que exige muita prática, e uma que esta safra de concorrentes está aprendendo rapidamente. A dupla performou novamente a música ao vivo no The Ellen DeGeneres Show em 24 de maio de 2011 com Scherzinger usando um vestido curto de decote tangerina e saltos.
Em junho, Scherzinger voou para o Reino Unido para promover o single, primeiro na final do Britain's Got Talent usando um minivestido "Minidress de dançarina de flamenco com saia de senhora e pena de flamenco, combinada com brilhantes e botas de tornozelo preto brilhante". Sua performance foi negativamente criticada pelo músico Mike Stock, que descreveu o desempenho de Scherzinger como "abertamente sexual". Mais tarde, na mesma semana, em 10 de junho de 2011, ela voltou a apresentá-lo no The Graham Norton Show, usando um mini-vestido com estampas tribais. Em 11 de junho de 2011, ela apareceu no Summertime Ball do Capital FM cantando "Poison", "Don't Hold Your Breath", "Don't Cha "e" Right There ", que foi assistido por 75.000 pessoas. Scherzinger promoveu seu single nos Estados Unidos pela primeira vez em 13 de julho no Universal CityWalk e depois em 14 de julho na oitava temporada de So You Think You Can Dance. Um editor da revista Rap-Up descreveu toda a performance. "Vestida com uma blusa longa, shorts curtos e uma blusa branca transparente, a juíza do 'X Factor' sacou seu rabo de cavalo enquanto comandava o palco com sua trupe de dançarinos."

## Faixas
| - Download digital 1. "Right There" (com a participação de 50 Cent) – 4:22 - Single digital 1. "Right There" (com a participação de 50 Cent) – 4:22 2. "Right There" (Instrumental) – 4:03 3. "Don't Hold Your Breath" (Dave Audé Remix) – 7:16 - EP britânico de remixes 1. "Right There" (Wideboys Remix Full Club) – 6:09 2. "Right There" (Wideboys Dub Remix) – 7:01 3. "Right There" (Frankmusik Remix) – 3:18 4. "Right There" (The Sound of Arrows Remix) – 3:36 | - Download digital – remixes 1. "Right There" (Marco V Remix) – 5:18 2. "Right There" (John Dahlbäck Remix) – 6:02 3. "Right There" (Frankmusik Remix) – 3:18 4. "Right There" (The Sound of Arrows Remix) – 3:35 5. "Right There" (Desi Hits! DJ Lloyd Remix) – 4:58 6. "Right There" (Gemini Remix) – 4:17 7. "Right There" (Chris Lake Remix) – 5:29 8. "Right There" (Desi Hits! Culture Shock Remix) – 4:07 9. "Right There" (Manhattan Clique Remix) – 6:33 10. "Right There" (Dave Spoon Remix) – 5:50 11. "Right There" (Wideboys Remix Full Club) – 6:10 |

## Créditos e equipe
Gravação
Gravado e mixado no Record Plant Recording Studios, em Los Angeles, Califórnia.
Equipe
| - James Scheffer –compositor - Ester Dean – compositor - Frank Romano – compositor, violão e baixo - Daniel Morris – compositor e teclados adicionais - Jim Jonsin – produtor , programação e teclados - Harvey Mason, Jr. – produtor de voz - Andrew Hey – gravação vocal - David Boyd – assistente de gravação vocal | - Michael Daley – assistente de gravação vocal - Dabling Harward – gravação vocal adicional - Robert Marks – gravação e mixagem de áudio - Ghazi Hourani – assistente de gravação - Justin Merrill – assistente de mixagem - Matt Huber – assistente de mixagem - Chris Gehringer – dominando |

Créditos adaptados do encarte do Killer Love.

## Desempenho nas tabelas musicais

### Paradas semanais
| Chart (2011)                                   | Maior posição |
| ---------------------------------------------- | ------------- |
| O campo songid é OBRIGATÓRIO PARA PARADA ALEMÃ | 61            |
| Austrália (ARIA)                               | 8             |
| Austrália (ARIA Urban)                         | 3             |
| Brasil (Billboard Hot 100)                     | 59            |
| Brasil (Billboard Hot Pop Songs)               | 89            |
| Canadá (Canadian Hot 100)                      | 44            |
| Dinamarca (Hitlisten)                          | 36            |
| Escócia (Scottish Singles Chart)               | 4             |
| Eslováquia (Rádio Top 100)                     | 27            |
| Estados Unidos (Billboard Hot 100)             | 39            |
| Estados Unidos (Billboard Dance Club Songs)    | 8             |
| Estados Unidos (Billboard Mainstream Top 40)   | 17            |
| Estados Unidos (Billboard Rhythmic)            | 29            |
| Europa (Billboard Euro Digital Songs)          | 6             |
| Finlândia (Suomen virallinen lista)            | 21            |
| Irlanda (IRMA)                                 | 7             |
| Nova Zelândia (Recorded Music NZ)              | 7             |
| Noruega (VG-lista)                             | 30            |
| Polônia (Polish Airplay Chart)                 | 43            |
| Reino Unido (UK Singles Chart)                 | 3             |
| Romênia (Romanian Top 100)                     | 9             |

| Chart (2011)                          | Posição |
| ------------------------------------- | ------- |
| Austrália (ARIA)                      | 78      |
| Austrália (ARIA Urban)                | 28      |
| Reino Unido (Official Charts Company) | 66      |

## Vendas e certificações
| Região                                         | Certificação | Vendas   |
| ---------------------------------------------- | ------------ | -------- |
| Austrália (ARIA)                               | 2× Platina   | 140,000^ |
| Estados Unidos (RIAA)                          | Ouro         | 500,000^ |
| Reino Unido (BPI)                              | Prata        | 200,000  |
| ^distribuições baseadas apenas na certificação |              |          |

## Histórico de lançamento
| País          | Data                  | Formato                                           | Gravadora          |
| ------------- | --------------------- | ------------------------------------------------- | ------------------ |
| Reino Unido   | 1 de abril de 2011    | Rádios urbanas                                    | Polydor Records    |
| Austria       | 17 de maio de 2011    | Digital single                                    | Universal Music    |
| Alemanha      | 17 de maio de 2011    | Digital single                                    | Universal Music    |
| Países Baixos | 17 de maio de 2011    | Digital single                                    | Universal Music    |
| Nova Zelândia | 17 de maio de 2011    | Digital single                                    | Universal Music    |
| Suécia        | 17 de maio de 2011    | Digital single                                    | Universal Music    |
| Canadá        | 17 de maio de 2011    | Download digital                                  | Interscope Records |
| EUA           | 17 de maio de 2011    | Download digital                                  | Interscope Records |
| Reino Unido   | 17 de maio de 2011    | EP Remixes                                        | Polydor Records    |
| EUA           | 24 de maio de 2011    | Rádios de sucessos contemporâneos e Rádio rítmica | Interscope Records |
| Reino Unido   | 24 de junho de 2011   | Digital single                                    | Polydor Records    |
| EUA           | 26 de julho de 2011   | Digital remixes                                   | Interscope Records |
| Brasil        | 20 de outubro de 2011 | Download digital                                  | Universal Music    |